# 維諾格拉德尼薩德
47°45′36″N 31°10′20″E / 47.76000°N 31.17222°E
維諾格拉德尼薩德（烏克蘭語：Виноградний Сад），是烏克蘭南部的村莊，隸屬尼古拉耶夫州的沃茲涅先斯克區。該村面積0.53平方公里，海拔高度61米，2001年人口225，人口密度每平方公里424.5人。